# Zuid-Afrikaanse Challenge Tour
De Zuid-Afrikaanse Challenge Tour is een golftour die in 2011 werd opgericht onder de naam Sunshine Big Easy Tour.

## Geschiedenis
Het schema omvatte in 2011 elf toernooien. De leider van de Order of Merit werd de 24-jarige Louis Calitz uit Johannesburg, hij verdiende in 2011 ruim SAR 61.000, hetgeen vooral te danken was aan het winnen van het seizoen-afsluitende Tour Kampioenschap, waarmee hij ruim SAR 40.000 verdiende.